# Championnat de Belgique masculin de handball 1961-1962
Navigation
Division 1 1960-1961 Division 1 1962-1963
La saison 1961-1962 du Championnat de Belgique masculin de handball est la 4e édition de la plus haute division belge de handball. Le championnat oppose les treize meilleurs clubs de Belgique en une série de quatorze rencontres.

## Participants
| Club                    | Ville        | Province                      | Terrain        |
| ----------------------- | ------------ | ----------------------------- | -------------- |
| ROC Flémalle            | Flémalle     | Liège                         | Parc communale |
| Unif                    | Liège        | Liège                         |                |
| Wandre handball         | Wandre       | Liège                         |                |
| HC Beyne                | Beyne-Heusay | Liège                         |                |
| Jupille handball        | Jupille      | Liège                         |                |
| CH Schaerbeek Brussels  | Schaerbeek   | Région bruxelloise            |                |
| KV Mechelen             | Malines      | Liège                         |                |
| KV Sasja HC Hoboken     | Anvers       | Province d'Anvers             |                |
| KAV Dendermonde         | Termonde     | Province de Flandre-Orientale |                |
| Progrès HC Seraing      | Seraing      | Province de Liège             |                |
| Police de Bruxelles     | Bruxelles    | Région Bruxelloise            |                |
| HV Uilenspiegel Wilrijk | Wilrijk      | Province d'Anvers             |                |

## Compétition

### Organisation du championnat
La saison est disputée par 12 équipes jouant chacune l'une contre l'autre à deux reprises selon le principe des phases aller et retour. Une victoire rapporte 2 points, une égalité, 1 point et une défaite 0 point.
Ces huit équipes s'affrontent dans le but de pouvoir terminer premier et donc d’inscrire un premier titre sur leur palmarès et de pouvoir accéder en Coupe des clubs champion, les deux dernières des douze équipes seront relégués en Promotions de handball masculin en Belgique.

### Classement
Les résultats et le classement ne sont pas connus.

## Champion
| Champion de Belgique 1961-1962 ROC Flémalle 4e titre |

## Bilan de la saison
| compétition             | club                                          |
| ----------------------- | --------------------------------------------- |
| championnat de Belgique | Champion : ROC Flémalle Dauphin:? Troisième:? |
| Coupe de Belgique       | Vainqueur : ROC Flémalle Finaliste:?          |
| Promus en D1 Belge      | Progrès HC Seraing CH Schaerbeek Brussels     |
| Relégué en D2 Belge     | Wandre handball Jupille handball              |

## Parcours en coupes d'Europe
| Club         | Compétition               |                                                                   |
| ------------ | ------------------------- | ----------------------------------------------------------------- |
| ROC Flémalle | Coupe des clubs champions | éliminé par le Frisch Auf Göppingen au deuxième tour préliminaire |